# Karangasem (Sampang)
Karangasem is een bestuurslaag in het regentschap Cilacap van de provincie Midden-Java, Indonesië. Karangasem telt 3520 inwoners (volkstelling 2010).